# Вінамак (Індіана)
Вінамак (англ. Winamac) — місто (англ. town) в США, в окрузі Пуласкі штату Індіана. Населення — 2318 осіб (2020).

## Географія
Вінамак розташований за координатами 41°3′13″ пн. ш. 86°36′13″ зх. д. / 41.05361° пн. ш. 86.60361° зх. д. (41.053501, -86.603678).  За даними Бюро перепису населення США в 2010 році місто мало площу 3,53 км², уся площа — суходіл.

## Демографія
Згідно з переписом 2010 року, у місті мешкало 2490 осіб у 1028 домогосподарствах у складі 617 родин. Густота населення становила 706 осіб/км².  Було 1140 помешкань (323/км²).
Расовий склад населення:
| - 97,2 % — білих - 0,5 % — чорних або афроамериканців - 0,4 % — азіатів - 0,3 % — корінних американців |

До двох чи більше рас належало 1,2 %. Частка іспаномовних становила 2,3 % від усіх жителів.
За віковим діапазоном населення розподілялося таким чином: 23,7 % — особи молодші 18 років, 60,0 % — особи у віці 18—64 років, 16,3 % — особи у віці 65 років та старші. Медіана віку мешканця становила 38,8 року. На 100 осіб жіночої статі у місті припадало 95,3 чоловіків;  на 100 жінок у віці від 18 років та старших — 94,4 чоловіків також старших 18 років.
Середній дохід на одне домашнє господарство  становив 49 523 долари США (медіана — 38 514), а середній дохід на одну сім'ю — 63 525 доларів (медіана — 54 306). Медіана доходів становила 40 060 доларів для чоловіків та 35 769 доларів для жінок. За межею бідності перебувало 21,7 % осіб, у тому числі 40,2 % дітей у віці до 18 років та 6,5 % осіб у віці 65 років та старших.
Цивільне працевлаштоване населення становило 1163 особи. Основні галузі зайнятості: виробництво — 35,7 %, освіта, охорона здоров'я та соціальна допомога — 23,1 %, мистецтво, розваги та відпочинок — 9,5 %, оптова торгівля — 4,9 %.